# Tyngdlyftning vid olympiska sommarspelen 2016
Tyngdlyftning vid olympiska sommarspelen 2016 avgjordes mellan den 6 och 16 augusti i Riocentro i Rio de Janeiro i Brasilien. Kvalificeringen skedde mellan 19 juni 2014 och 19 juni 2016 och totalt deltog runt 156 män och 104 kvinnor i 15 olika viktklasser.

## Medaljsammanfattning
| Damernas grenar    | Guld                           | Silver                           | Brons                           |
| 48 kg Detaljer...  | Sopita Tanasan Thailand        | Sri Wahyuni Agustiani Indonesien | Hiromi Miyake Japan             |
| 53 kg Detaljer...  | Hsu Shu-ching Kinesiska Taipei | Hidilyn Diaz Filippinerna        | Yoon Jin-hee Sydkorea           |
| 58 kg Detaljer...  | Sukanya Srisurat Thailand      | Pimsiri Sirikaew Thailand        | Kuo Hsing-chun Kinesiska Taipei |
| 63 kg Detaljer...  | Deng Wei Kina                  | Choe Hyo-sim Nordkorea           | Karina Goritjeva Kazakstan      |
| 69 kg Detaljer...  | Xiang Yanmei Kina              | Zjazira Zjapparkul Kazakstan     | Sara Ahmed Egypten              |
| 75 kg Detaljer...  | Rim Jong-sim Nordkorea         | Darja Naumava Belarus            | Lidia Valentín Spanien          |
| +75 kg Detaljer... | Meng Suping Kina               | Kim Kuk-hyang Nordkorea          | Sarah Robles USA                |

| Herrarnas grenar    | Guld                        | Silver                     | Brons                         |
| 56 kg Detaljer...   | Long Qingquan Kina          | Om Yun-chol Nordkorea      | Sinpet Kruaithong Thailand    |
| 62 kg Detaljer...   | Óscar Figueroa Colombia     | Eko Yuli Irawan Indonesien | Farkhad Kharki Kazakstan      |
| 69 kg Detaljer...   | Shi Zhiyong Kina            | Daniyar Ismayilov Turkiet  | Luis Javier Mosquera Colombia |
| 77 kg Detaljer...   | Nijat Rahimov Kazakstan     | Lü Xiaojun Kina            | Mohamed Mahmoud Egypten       |
| 85 kg Detaljer...   | Kianoush Rostami Iran       | Tian Tao Kina              | Gabriel Sîncrăian Rumänien    |
| 94 kg Detaljer...   | Sohrab Moradi Iran          | Vadzim Straltsou Belarus   | Aurimas Didžbalis Litauen     |
| 105 kg Detaljer...  | Ruslan Nurudinov Uzbekistan | Simon Martirosyan Armenien | Aleksandr Zaytjikov Kazakstan |
| +105 kg Detaljer... | Lasha Talakhadze Georgien   | Gor Minasyan Armenien      | Irakli Turmanidze Georgien    |

Denna tabell: visa • redigera

## Dopning
Izzat Artykov från Kirgizistan, tog brons i 69 kg för herrar men den 18 augusti meddelades att Artykov åkt fast i ett dopingtest och fråntogs bronsmedaljen. Bronset är tillsvidare vakant.

## Medaljtabell
| Pl.    | Nation           | Guld | Silver | Brons | Totalt |
| ------ | ---------------- | ---- | ------ | ----- | ------ |
| 1      | Kina             | 5    | 2      | 0     | 7      |
| 2      | Thailand         | 2    | 1      | 1     | 4      |
| 3      | Iran             | 2    | 0      | 0     | 2      |
| 4      | Nordkorea        | 1    | 3      | 0     | 4      |
| 5      | Kazakstan        | 1    | 1      | 3     | 5      |
| 6      | Kinesiska Taipei | 1    | 0      | 1     | 2      |
| 6      | Georgien         | 1    | 0      | 1     | 2      |
| 8      | Colombia         | 1    | 0      | 0     | 1      |
| 8      | Uzbekistan       | 1    | 0      | 0     | 1      |
| 10     | Armenien         | 0    | 2      | 0     | 2      |
| 10     | Belarus          | 0    | 2      | 0     | 2      |
| 10     | Indonesien       | 0    | 2      | 0     | 2      |
| 13     | Filippinerna     | 0    | 1      | 0     | 1      |
| 13     | Turkiet          | 0    | 1      | 0     | 1      |
| 15     | Egypten          | 0    | 0      | 2     | 2      |
| 16     | Japan            | 0    | 0      | 1     | 1      |
| 16     | Litauen          | 0    | 0      | 1     | 1      |
| 16     | Rumänien         | 0    | 0      | 1     | 1      |
| 16     | Sydkorea         | 0    | 0      | 1     | 1      |
| 16     | Spanien          | 0    | 0      | 1     | 1      |
| 16     | USA              | 0    | 0      | 1     | 1      |
| Totalt | Totalt           | 15   | 15     | 14    | 44     |